# بضع الطبلة
بضع الطبلة أو شق طبلة الأذن، هو إجراء جراحي يعتمد على إحداث شق صغير في طبلة الأذن لتخفيف الضغط الناجم عن التراكم المفرط للسوائل ضمن الأذن الوسطى أو لتصريف القيح منها. قد تتضمن العملية إدخال أنبوب يدعى بأنبوب فغر الطبلة لتهوية الأذن الوسطى ومنع إعادة تراكم السوائل لفترة طويلة من الزمن. يشفى الشق تلقائيًا في غضون أسبوعين إلى ثلاثة أسابيع في حال عدم الحاجة لوضع أنبوب فغر الطبلة. يخرج الأنبوب تلقائيًا بعد 6- 12 شهر وقد يخرجه الأطباء بعد فترة معينة من الزمن إن تطلب الأمر ذلك.
تكون قناة استاكيوس مسدودة وغير قادرة على تصريف السوائل والهواء بالطريقة المعتادة لدى معظم الأفراد الذين يحتاجون للعملية. استخدمت عملية بضع الطبلة دون وضع أنبوب تهوية كعلاج رئيسي لالتهاب الأذن الوسطى الحاد الشديد قبل اختراع المضادات الحيوية.

## نبذة تاريخية
اخترق جان ريولان الأصغر طبلة أذن أحد المرضى أثناء تنظيفها بملعقة أذن في عام 1649، وما أثار دهشته حينها هو تحسن سمع المريض إثر هذه الحادثة. أجريت في القرنين السابع والثامن عشر تجارب منفصلة لمعرفة وظيفة طبلة الأذن، وأهمها تجارب توماس ويليس على الحيوانات والمتابعة اللاحقة من السير أستلي كوبر. قدم الأخير ورقتين إلى الجمعية الملكية في عام 1801 شرح فيها ملاحظاته التي تفيد بأن بضع الطبلة قد يحسن من السمع. استشهد كوبر بحالتين ليؤكد على قدرة المرضى المصابين بانثقاب في طبلتي الأذن على السمع بطريقة جيدة على الرغم من الفكرة التي تدعي أن انثقاب الطبلتين قد يؤدي للصمم. أوضح كوبر فيما بعد أن بضع الطبلة سيخفف من الصمم الناجم عن انسداد قناة استاكيوس عن طريق تسويته للضغط المطبق على كل جانب من جوانب غشاء الطبل.
أدى انتشار الاستخدام الخاطئ للإجراء إلى توقفه. ومع ذلك، أعاد هيرمان شوارتز إحياءه في القرن التاسع عشر. اتضحت حينها مشكلة ميل غشاء الطبل للشفاء بشكل تلقائي وسريع بعد ثقبه، ليعاكس بذلك التأثير المفيد للثقب المحدث. استخدم الأطباء في البداية أنبوب فغر طبلة مصنوع من رقائق الذهب ليتعاملوا مع هذه المشكلة. أجرى آدم بوليتزر، وهو طبيب أذن مجري يعمل في فيينا، تجارب استخدم فيها المطاط في عام 1886. قدمت بيفرلي أرمسترونج أنبوب الفينيل المستخدم حاليًا في عام 1954 لأول مرة.

## الاستطباب

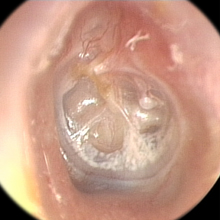
انسحاب طبلة الأذن

تتطلب الكثير من الحالات إجراء فغر للطبلة لدى الأطفال، وأشيع هذا الحالات هو التهاب الأذن الوسطى المزمن المصحوب بالانصباب غير المستجيب للمضادات الحيوية، والتهاب الأذن الوسطى المتكرر. تختلف الحالات التي تتطلب ذلك لدى البالغين نوعًا ما. تتضمن استطبابات بضع الطبلة لدى البالغين تشكل جيب انسحابي كبير في غشاء الطبل وخلل عمل قناة استاكيوس مع علامات وأعراض متكررة كضعف السمع المتموج والدوار والطنين. قد ينصح الأطباء بإجراء العملية لدى الأشخاص الذين يتعرضون لرضح ضغطي متكرر كالذي يحدث في حالة الطيران أو الغوص أو العلاج بغرفة الضغط العالي.

## الرعاية اللاحقة
تعتمد الرعاية التالية لفغر الطبلة على عدد قليل من الأدلة العلمية المثبتة. قدمت أحد الدراسات دليل على الفائدة البسيطة التي تقدمها أجهزة حماية الأذن أثناء السباحة. وبشكل عام، ينصح الرأي السائد بعدم استخدام أجهزة حماية الأذن في ظل عدم وجود أدلة قوية تدعم استخدامها. مع ذلك، يوصى المرضى عادةً باستخدام وسائل حماية أبسط أثناء السباحة في المياه القذرة (كالبحيرات أو الأنهار أو المحيطات أو حمامات السباحة الخالية من الكلور) للوقاية من التهاب الأذن. تتضمن تلك الوسائل القطن المغطى بالفازلين أو سدادات الأذن أو معجون الأذن. لا يوصى بحماية الأذن أثناء الاستحمام أو استخدام الشامبو أو السباحة السطحية في الأحواض المكلورة.